# Otepa Kalambay
Paul-Mohamed Kalambay Otepa, né le 12 novembre 1948 à Élisabethville au Congo belge et mort le 12 novembre 2024, est un joueur de football international congolais (RDC) dans les années 1970, qui joue au poste de gardien de but.

## Biographie

### Carrière en équipe nationale
Avec l'équipe du Zaïre, il joue un match, sans inscrire de but, en 1974.
Il figure dans le groupe des sélectionnés lors de la Coupe du monde de 1974. Lors du mondial organisé en Allemagne, il ne joue aucun match.